# Diana Laura
Diana Laura är en ort i Mexiko.   Den ligger i kommunen Querétaro och delstaten Querétaro Arteaga, i den centrala delen av landet, 190 km nordväst om huvudstaden Mexico City. Diana Laura ligger 1 882 meter över havet och antalet invånare är 428.
Terrängen runt Diana Laura är kuperad åt nordost, men åt sydväst är den platt. Runt Diana Laura är det tätbefolkat, med 849 invånare per kvadratkilometer. Närmaste större samhälle är Santiago de Querétaro, 4,7 km söder om Diana Laura. Runt Diana Laura är det i huvudsak tätbebyggt.